# Drenatge toràcic

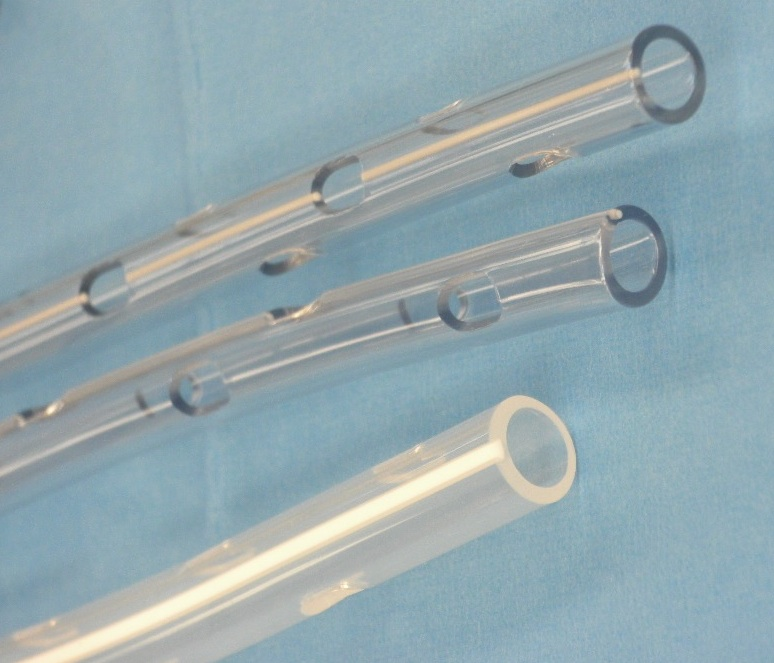
Forats de drenatge en uns tubs toràcics

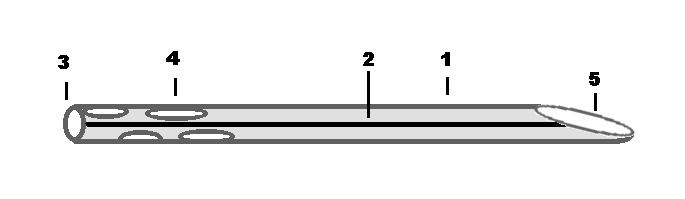
Dimensió del tub toràcic: Adults o adolescents masculí = 28–32 Fr Adults o adolescents femení = 28 Fr Nens = 18 Fr Nadons = 12–14 Fr

Un drenatge toràcic (tub toràcic o toracostomia o drenatge intercostal) és un tub de plàstic que s'insereix a través del tòrax, lateralment, a l'espai pleural. S'utilitza per eliminar l'aire (neumotòrax) o líquid (vessament pleural, quilotòrax, etc.) o pus (empiema) de l'espai intratoràcic. També se'l coneix com a drenatge de Bülwh o catèter intercostal.

## Tècnica

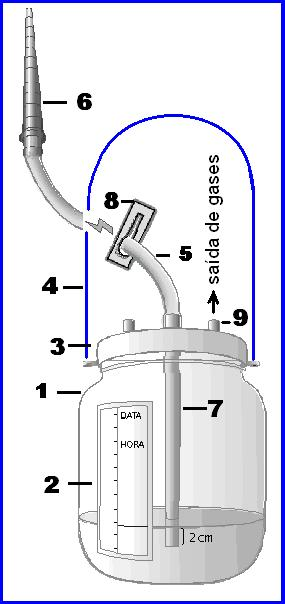
Components: Flascó col·letor(1),Etiqueta volumètrica graduada (2), tapa (3), Nansa de transport (4), Tub de drenatge (5), Connector cònic (6), Tub de segellat d'aigua (7), Presilla (8), Respirador de sortida de gasos (9)

La tècnica d'inserció es descriu detalladament en un article de The New England Journal of Medicine (NEJM).
L'extrem lliure del tub generalment està connectat a una vàlvula d'aigua, ubicada sota el nivell del tòrax. La vàlvula daigua és essencial per eliminar laire en tots els sistemes de drenatge toràcic. És una vàlvula d'un sol sentit que permet que l'aire o el fluid escapin de l'espai pleural, però impedeix que torni al cofre. També assegura que es restauri una diferència de pressió entre la cavitat toràcica (normalment pressió negativa) i l'exterior. Alternativament, el tub es pot fixar a una vàlvula Heimlich (o vàlvula aleteig), és a dir, una vàlvula de flux daire duna via.
La Societat Toràcica Britànica recomana que el tub s'insereixi en una àrea descrita com un "triangle segur", és a dir, una regió delimitada per: la part frontal del múscul dorsal ample o, la vora lateral del múscul pectoral més gran, la línia superior al nivell horitzontal del mugró i una part superior sota l'aixella.
Els drenatges toràcics generalment s'insereixen després de realitzar anestèsia local. La regió dinserció del drenatge es neteja primer amb una solució antisèptica, per exemple, yodopovidona, per la qual cosa es col·loquen bastidors estèrils al voltant de làrea. L'anestèsic local s'injecta a la pell i fins al múscul, s'espera uns minuts, i quan l'àrea està insensible, es fa una petita incisió per crear un pas a través de la pell fins al múscul pectoral. El tub està disposat per aquest pas. Es poden administrar analgèsics addicionals als pacients en el transcurs del procediment si cal. Quan el tub és al seu lloc, se sutura a la pell per evitar que se surti de lloc accidentalment, després s'aplica un embenat a l'àrea. Quan el drenatge està al seu lloc, el millor és realitzar una radiografia de tòrax per verificar la posició del dispositiu. El tub roman al seu lloc mentre hi hagi aire o líquid per eliminar o persistir el risc d'una recol·lecció d'aire nova.
El drenatge del tòrax es pot inserir amb un trocar, és a dir, un instrument quirúrgic amb un extrem punxegut que es fa servir per introduir el tub a través de la paret toràcica. Aquest mètode gaudeix de menys èxit entre els operadors a causa d'un risc més gran de dany pulmonar. Es coneix àmpliament la inserció amb la tècnica de Seldinger, on el tub que s'introdueix a través d'una guia (on s'insereix el tub toràcic).

## Complicacions
Les complicacions més grans són:
- Hemorràgia
- Infecció
- Lesió pulmonar
- Lesió d'un òrgan subdiafragmàtic
- Lesió del cor o d'un got important

Les complicacions menors inclouen:
- Hematoma o sèrum subcutani
- Dispnea (manca d'alè)

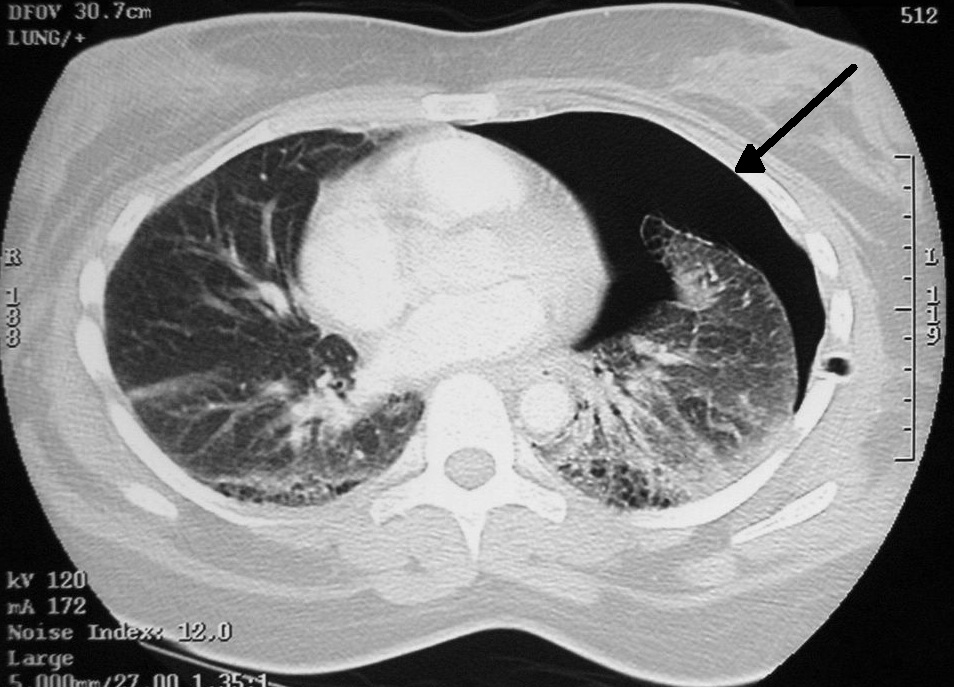
Pneumotòrax del costat esquerre (costat dret de la imatge) a la tomografia computaritzada del tòrax amb el tub toràcic al seu lloc.

- Tos insistent (després d'eliminar grans quantitats de líquid).

Una opressió al tòrax associada amb la inserció d'un drenatge pot ser una complicació greu si es produeix durant una hemorràgia important (hemotòrax) o la penetració de quantitats significatives de líquid (vessament pleural) o aire (pneumotòrax).
Quan es produeix un d'aquests esdeveniments, el pacient també pot patir de Taponament cardíac, pneumotòrax hipertònic o, en el context d'una infecció, un empiema. Tot això pot conduir a una hospitalització perllongada i en alguns casos fins i tot a la mort. Per minimitzar el risc d'una obstrucció potencial al tòrax, els cirurgians sovint usen tubs de gran diàmetre. Tot i això, aquests tubs de gran diàmetre s'associen significativament amb el dolor i la tolerància deficient del pacient. No obstant, fins i tot els tubs de drenatge toràcic de gran diàmetre poden obstruir. En la majoria dels casos, el dolor toràcic relacionat amb el tub de drenatge toràcic desapareix després que el tub toràcic s'ha eliminat. Malauradament, un dolor crònic associat amb cicatrius desenvolupades a l'espai intercostal a causa de la inserció del tub de drenatge no és infreqüent.
En els darrers anys, els cirurgians han recorregut a l'ús de tubs de silicona més tous en lloc dels tubs de drenatge de PVC més tradicionals i això redueix significativament els problemes de dolor. L'obstrucció del tòrax i el tema de l'oclusió del tub de drenatge han estat un problema real. Hi ha hagut informes d'hemorràgies massives que amenacen la vida del pacient a causa de l'obstrucció no reconeguda del drenatge. Per tant, quan s'insereix un tub de drenatge toràcic per qualsevol raó, minimitzar la possibilitat de danys col·laterals és crucial per evitar complicacions. .
Són possibles lesions del fetge, de la melsa o del diafragma, especialment si el tub es col·loca a la part més en declivi de la cavitat pleural. També s'han descrit lesions a l'aorta toràcica i al cor, però aquests són casos excepcionalment rars.

## Verificació dels punts quirúrgics

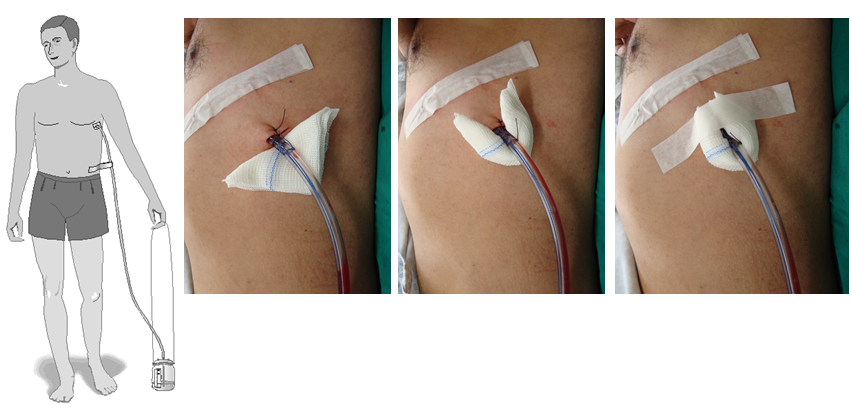
Cura amb drenatge toràcic.

En verificar les condicions d'un punt quirúrgic i de la fixació del drenatge toràcic durant l'embenat, cal observar si es produeix parcial el drenatge toràcic amb desplaçament del punt quirúrgic.
També s'ha de verificar si està passant una fuita d'aire al voltant del drenatge toràcic a causa de la folgança al(s) punt(s) quirúrgic(s).

## Indicacions
- Pneumotòrax: acumulació d'aire a l'espai pleural
- Embassament pleural: acumulació de líquid a l'espai pleural
- Quilotòrax: una recollida de fluid limfàtic a l'espai pleural
- Empiema: acumulació d'exsudat purulent a l'espai pleural
- Hemotòrax: acúmul de sang a l'espai pleural
- Hidrotòrax: acumulació de líquid serós a l'espai pleural

## Contraindicacions
Les principals contraindicacions al posicionament del drenatge toràcic són:
- Coagulopatia refractària;
- Manca de cooperació per part del pacient
- Hèrnia diafragmàtica
- Aderència (cicatrius) a l'espai plèuric